# Каллоден (Західна Вірджинія)
Каллоден (англ. Culloden) — переписна місцевість (CDP) в США, в округах Кабелл і Патнем штату Західна Вірджинія. Населення — 3016 осіб (2020).

## Географія
Каллоден розташований за координатами 38°24′55″ пн. ш. 82°4′14″ зх. д. / 38.41528° пн. ш. 82.07056° зх. д. (38.415171, -82.070595).  За даними Бюро перепису населення США в 2010 році переписна місцевість мала площу 10,96 км², з яких 10,92 км² — суходіл та 0,04 км² — водойми.

## Демографія
Згідно з переписом 2010 року, у переписній місцевості мешкала 3061 особа в 1274 домогосподарствах у складі 909 родин. Густота населення становила 279 осіб/км².  Було 1367 помешкань (125/км²).
Расовий склад населення:
| - 98,7 % — білих - 0,3 % — азіатів - 0,2 % — чорних або афроамериканців - 0,1 % — корінних американців |

До двох чи більше рас належало 0,7 %. Частка іспаномовних становила 0,2 % від усіх жителів.
За віковим діапазоном населення розподілялося таким чином: 22,4 % — особи молодші 18 років, 60,6 % — особи у віці 18—64 років, 17,0 % — особи у віці 65 років та старші. Медіана віку мешканця становила 41,6 року. На 100 осіб жіночої статі у переписній місцевості припадало 93,4 чоловіків;  на 100 жінок у віці від 18 років та старших — 89,2 чоловіків також старших 18 років.
Середній дохід на одне домашнє господарство  становив 71 204 долари США (медіана — 64 246), а середній дохід на одну сім'ю — 80 241 долар (медіана — 72 083). За межею бідності перебувало 13,3 % осіб, у тому числі 16,1 % дітей у віці до 18 років та 8,0 % осіб у віці 65 років та старших.
Цивільне працевлаштоване населення становило 1741 осіб. Основні галузі зайнятості: освіта, охорона здоров'я та соціальна допомога — 32,9 %, роздрібна торгівля — 16,2 %, мистецтво, розваги та відпочинок — 10,5 %, науковці, спеціалісти, менеджери — 8,8 %.